# Lichobory
Lichobory (in russo Лихоборы?) è una stazione dell'anello centrale di Mosca inaugurata nel 2016 che serve i quartieri di Koptevo e Golovinskij nel distretto amministrativo settentrionale della capitale russa.
Nel 2017, la stazione era mediamente frequentata da 14.000 passeggeri giornalieri.